# حاجی‌آباد (کرمانشاه)
حاجی‌آباد از توابع بخش مرکزی شهرستان کرمانشاه در استان کرمانشاه ایران است. در کیلومتر ۱۸ جاده همدان واقع است.

## زبان
بیشتر مردم روستای حاجی‌آباد به زبان کردی کرمانشاهی یا کلهری سخن می‌گویند

## موقعیت مکانی
با طی کردن حدود ۲۰ کیلومتر از خروجی کرمانشاه در سمت راست به روستای حاجی‌آباد می‌رسید

## جمعیت
این روستا جزء دهستان دورود فرامان و در کیلومتر ۱۸ جاده کرمانشاه به بیستون قرار دارد و بر
پایه آخرین سرشماری مرکز آمار ایران|در سال ۱۴۰۰ جمعیت آن ۳۰۰ نفر
100 خانوار
120 آقا
80 خانم